# (34699) 2001 OQ25
2001 OQ25 (asteroide 34699) é um asteroide da cintura principal. Possui uma excentricidade de 0.10160510 e uma inclinação de 10.96372º.
Este asteroide foi descoberto no dia 18 de julho de 2001 por NEAT em Haleakala.